# Idaea bengasiaria
Idaea bengasiaria är en fjärilsart som beskrevs av Turati 1926. Idaea bengasiaria ingår i släktet Idaea och familjen mätare. Inga underarter finns listade i Catalogue of Life.